# Flexão de gênero
Flexão genérica ou inflexão de gênero (português brasileiro) ou género (português europeu) refere-se, na linguística, à derivação, declinação ou desinência de palavras existentes na indicação concreta de gênero gramatical ou natural.
As flexões léxicas podem definir o gênero pela anteposição dos antecedentes genéricos masculinos ou femininos, através das vogais temáticas "a" ou "o", como em menino e menina, gato e gata ou linda e lindo.
As morfologias dos substantivos podem ser biformes ou uniformes, tendo duas formas, para o masculino ou feminino, ou uma forma, apenas para ambos os gêneros, como os epicenos, sobrecomuns ou comuns de dois gêneros. Adjetivos também podem ser biformes e uniformes.
Algumas palavras, que são biformes, podem ser flexionadas através dos sufixos "a" ou "o", como lindo e linda. Nem todas as palavras que estão generificadas no masculino são sufixadas com "o", como por exemplo, senhor, em que acrescenta-se o "a" para feminizar a palavra senhora.

## Língua portuguesa

### Flexão de masculino para feminino
Principalmente as formas femininas são derivadas de títulos masculinos oficiais, profissionais e ocupacionais (substantivo agente). O método mais comumente usado para um método de designação feminina é a derivação de uma forma masculina por meio da sufixação -a que, como um morfema especial: 
- Mestre → Mestra
- Padeiro → Padeira
- Juiz → Juíza
- Bombeiro → Bombeira
- Engenheiro → Engenheira

Alguns substantivos podem apresentar formações irregulares, como:
- Rei → Rainha
- Avô → Avó
- Herói → Heroína
- Réu → Ré

## Nomes próprios
Também nos prenomes e antropônimos, há frequentemente flexões que vêm de diferentes línguas e, portanto, assumem expressões muito diferentes, que podem até ser ambíguas dependendo da origem. Apenas em alguns casos, uma única forma inicial pode ser determinada inequivocamente a partir da qual as outras foram derivadas:
- Andrea ↔ Andreas (também o italiano Andrea)
- Maria, Marie ↔ Mario, Marius
- Wilhelmine, Wilhelma ↔ Wilhelm
- Christiane, Christine ↔ Christian
- Francisca ↔ Francisco
- Alexandra ↔ Alexander, Alexandre, Alexandro
- Heike ↔ Heiko
- Erika, Érica ← Erik, Éric
- Svenja ← Sven
- Renée ← René, Renê
- Gabriela, Gabriele ← Gabriel
- Luísa, Luiza ← Luís, Luiz

## Outras línguas com gênero

### Francês
A língua francesa herda parcialmente o movimento do latim:
- ami (amigo) → amie (amiga)
- paysan (agricultor) → paysanne (agricultora)
- coiffeur (cabeleireiro) → coiffeuse (cabeleireira)
- acteur (ator) → actrice (atriz)

Na década de 1980, flexões femininas foram propostas para cargos com gênero masculino: por exemplo, cargos que terminam em -eur devem receber o sufixo -euse ou -trice, se as mulheres se referem a: un animateur → une animatrice ou un vendeur → une vendeuse. Em outras palavras, um -e é adicionado, o que muda a grafia, mas não a maneira de falar: un délégué → une déléguée. No caso de outras palavras, o gênero deve poder ser alterado sem alterar a forma de falar e escrever: un architecte → une architecte. No entanto, as mulheres em profissões de alta renda (metiê “haut de gamme”) preferem o título de trabalho masculino. A forma feminina das profissões da classe alta não é usada em anúncios de emprego ou na imprensa - independentemente do sexo da pessoa que escreveu o artigo.
Uma pesquisa com 102 alunos (82 mulheres e 20 homens) na Universidade de Lille em 1985 mostrou que passar de terminações com -eur para terminações com -euse ou -eure era impopular (por exemplo, auteuse ou auteure). A flexão para -esse também foi rejeitada pela maioria (com exceção da palavra doctor → doctoresse). Os seguintes cargos femininos foram os mais populares: “artigo feminino + substantivo masculino” (como une auteur) e “femme + substantivo masculino” (como femme auteur).
Também em francês, o título de trabalho sage-femme (parteira) não foi usado como base de derivação para o nome masculino, mas um novo foi introduzido: accoucheur (obstetra). O novo cargo feminino foi então derivado disso:
- accoucheur (obstetra) → accoucheuse (obstetriz)

Alguns cargos masculinos estão associados a ocupações de maior prestígio do que suas contrapartes femininas; nesses casos, as formas vocais femininas com atividades profissionais estão conectadas que não gozam de tanto prestígio e possuem um status inferior do que o nome masculino correspondente:
- couturier (estilista) → couturière (costureira)

### Hebraico
A língua hebraica usa principalmente a desinência tônica -a (escrita como He) e a desinência -t (escrita como Taw), a última em uma sílaba final átona. Particípios em particular geralmente recebem o taw. Muitos cargos são particípios como substantivos, especialmente no hebraico moderno. Os padrões de formação de palavras para movimento são os mesmos no hebraico bíblico e moderno:
- par (touro) → para (vaca)
- jeled (criança) → jalda (menina)
- talmid (aluno) → talmida (aluna)
- schofet (juiz) → schofétet (juíza)
- mitlammed (aprendiz) → mitlammédet (aprendiza)

Em palavras estrangeiras modernas e designações de origem, a desinência às vezes é -it, às vezes com um acento irregular na frente da sílaba final:
- student (estudante) → studéntit (estudante)
- Jeúdi (judeu) → Jehudija (judia)